# Cornelia Cederberg
Cornelia Carolina Amalia Cederberg, född 6 november 1854 i Stockholm, död där 21 februari 1933, var en av de fem medlemmarna i gruppen "De Fem", en spiritualistisk grupp som grundades 1896 och upplöstes 1907.
Konstnärerna Hilma af Klint, Anna Cassel, Sigrid Hedman och Mathilda Nilsson (som också var Cornelia Cederbergs syster) var de övriga fyra medlemmarna i gruppen. I början var den en vanlig spiritualistisk grupp som mottog meddelanden genom en psykograf (ett instrument för inspelning av meddelanden från andar) eller ett transmedium.
Under deras spiritualistiska sammankomster kom de i kontakt med andliga ledare, som lovade att hjälpa gruppens medlemmar i sin andliga träning. Andarna som kommunicerade med de fyra kvinnorna var främst Gregor, Georg, Clemens, Ananda och Amaliel.
Dylika andliga ledare är återkommande i andlig litteratur och spiritualistiska rörelser från denna tid. Genom de andliga ledarna inspirerades gruppen till automatisk skrift och tecknande, en teknik som inte var ovanlig vid den tiden och som surrealisterna använde sig av tio år senare (se automatism).
I en serie skissböcker beskrivs religiösa scener och symboler i teckningar utförda kollektivt av medlemmarna i gruppen. Deras sätt att teckna ledde till att abstrakta motiv framträdde.
Gruppen De Fem upplöstes 1907. Flera av medlemmarna i gruppen övergick då till att samarbeta med Hilma af Klint, och Anna Cassel, för framställandet av Målningarna till Templet.